# Jardin Villemin
Jardin Villemin är en park i Quartier de l'Hôpital-Saint-Louis i Paris tionde arrondissement. Parken är uppkallad efter den franske läkaren Jean-Antoine Villemin (1827–1892). Jardin Villemin omges av Allée du Professeur-Jean-Bernard, Quai de Valmy, Rue des Récollets och Rue du Faubourg-Saint-Martin.
Jean-Antoine Villemin var den läkare som 1865 bevisade att tuberkulos var en smittsam sjukdom.

## Bilder
| - Blomsterprakt i Jardin Villemin. - Fontänen i Jardin Villemin. |

## Omgivningar
- Saint-Vincent-de-Paul
- Saint-Laurent
- Place Madeleine-Braun
- Square Madeleine-Tribolati
- Square de Verdun
- Passage Roland-Topor
- Place Raoul-Follereau
- Square Juliette-Dodu
- Impasse Boutron
- Rue Monseigneur-Rodhain

## Kommunikationer
- Tunnelbana – linjerna    – Gare de l'Est
- Busshållplats Verdun – Paris bussnät
- Busshållplats Magenta – Saint-Martin – Paris bussnät

### Webbkällor
- ”Jardin Villemin”. Paris.fr. https://www.paris.fr/lieux/jardin-villemin-1798. Läst 26 januari 2023.
- ”Jardin Villemin”. Les rues de Paris. https://web.archive.org/web/20190727150033/http://www.parisrues.com/rues10/paris-10-jardin-villemin.html. Läst 26 januari 2023.